# Eduardo Chozas
Chozas  Olmo est un nom espagnol. Le premier nom de famille, en général paternel, est Chozas ; le second, en général maternel, souvent omis, est Olmo.
Edouardo Chozas Olmo (né le 5 juillet 1960 à Madrid) est un coureur cycliste professionnel espagnol actif dans les années 1980 et 1990.

## Biographie
Professionnel de 1980 à 1993, il remporte notamment au cours de sa carrière quatre étapes et le Prix de la combativité sur le Tour de France en six participations et trois étapes du Tour d'Italie. Il a participé à vingt-sept grands tours avec un seul abandon au Tour d'Espagne 1984.
En 1991, Eduardo Chozas boucle les trois grands tours en terminant parmi les vingt premiers durant la même année. Il faudra attendre 2010 pour qu'un coureur espagnol (Carlos Sastre) réédite cette performance.
En 1993, après le Giro, Chozas s'adjuge un nouveau record avec vingt-six Grands Tours terminés (13 Vueltas, 7 Giros et 6 Tours). Ce record ne sera égalé qu’à l’issue du Tour de France 2015 par Matteo Tosatto.

## Palmarès

### Palmarès amateur
- 1979
  -  Médaillé d'argent du contre-la-montre par équipes aux Jeux méditerranéens
  - 3e du championnat d'Espagne sur route amateurs
  - 3e de la Clásica a los Puertos

### Palmarès professionnel
| - 1980 - Gran Premio Sierra Madrid - Trofeo Talleres Díaz - 5eb étape du Tour d'Allemagne - 2e du Tour des Trois Provinces - 1981 - 1rea étape du Tour des Asturies - 2e du Tour des Asturies - 3e de la Clásica a los Puertos - 1983 - Tour d'Andalousie : - Classement général - 2e étape - GP Camp de Morvedre - 5e étape du Tour d'Italie - Clásica de Sabiñánigo - Classement général du Tour de La Rioja - 3e de la Clásica a los Puertos - 3e du Tour de Burgos - 6e du Tour d'Espagne - 8e du Tour d'Italie - 1984 - 4e étape du Tour de la Communauté valencienne - Grand Prix de Naquera - 3e de la Semaine catalane - 3e du championnat d'Espagne sur route - 8e de la Classique de Saint-Sébastien - 1985 - Hucha de Oro - 15e étape du Tour de France - 3e du Tour de l'Aude - 9e du Tour de France | - 1986 - 17e étape du Tour de France - 3e du Mémorial Manuel Galera - 1987 - 22e étape du Tour de France - 3e du Trophée Luis Puig - 9e du Critérium du Dauphiné libéré - 1990 - Tour d'Andalousie : - Classement général - 4e étape - 3eb étape du Tour de Murcie (contre-la-montre par équipes) - 2e étape du Tour d'Italie - Tour de France : - Prix de la combativité - 13e étape - 3e du Tour de Murcie - 6e du Tour de France - 1991 - 4ea étape du Tour de Murcie - 2eb étape du Tour d'Espagne (contre-la-montre par équipes) - 13e étape du Tour d'Italie - 10e du Tour d'Italie - 1992 - 3e de la Clásica a los Puertos - 1993 - 2e de la Clásica de Almería |  |

## Résultats sur les grands tours

### Tour de France
6 participations
- 1985 : 9e, vainqueur de la 15e étape
- 1986 : 14e, vainqueur de la 17e étape
- 1987 : 27e, vainqueur de la 22e étape
- 1988 : 30e
- 1990 : 6e, vainqueur de la 13e étape, Prix de la combativité
- 1991 : 11e

### Tour d'Italie
7 participations
- 1981 : 16e
- 1982 : 19e
- 1983 : 8e, vainqueur de la 5e étape
- 1984 : 45e
- 1990 : 11e, vainqueur de la 2e étape
- 1991 : 10e, vainqueur de la 13e étape
- 1993 : 32e

### Tour d'Espagne
14 participations
- 1980 : 36e
- 1981 : 11e
- 1982 : 14e
- 1983 : 6e
- 1984 : abandon
- 1985 : 29e
- 1986 : 24e
- 1987 : 36e
- 1988 : 67e
- 1989 : 24e
- 1990 : 33e
- 1991 : 11e, vainqueur de la 2eb étape (contre-la-montre par équipes)
- 1992 : 43e
- 1993 : 22e